# Johnny Dodds
Johnny Dodds (Waveland, 12 april 1892 - Chicago, 8 augustus 1940) was een Amerikaanse jazzklarinettist en altsaxofonist in de New Orleans-stijl, vooral bekend om zijn opnamen onder zijn eigen naam en met bands als die van Joe "King" Oliver, Jelly Roll Morton, Lovie Austin  en Louis Armstrong. Dodds was ook de oudere broer van drummer Warren "Baby" Dodds. De twee werkten samen in de New Orleans Bootblacks in 1926.

## Biografie
Geboren in Waveland, Mississippi, in de Verenigde Staten, verhuisde Johnny Dodds in zijn jeugd naar New Orleans en studeerde daar klarinet met Lorenzo Tio. Hij speelde er met de bands van Frankie Duson, Kid Ory en Joe "King" Oliver. Dodds was in de band van Kid Ory's in New Orleans in de periode 1912 tot 1919. Hij speelde ook op rivierboten met Fate Marable in 1917 en verhuisde naar Chicago in 1921. Daar speelde hij met Oliver's Creole Jazz Band, waarmee hij voor het eerst opnames maakte in 1923. Dodds (uitgesproken als "dots"), werkte ook vaak met zijn goede vriend Natty Dominique tijdens deze periode. Het was een professionele relatie die een leven lang zou duren. Na het uiteenvallen van de Olivers band in 1924 verving Dodds Alcide Nunez als huisklarinettist en bandleider van de Kelly's Stables. Hij maakte ook opnames met tal van kleine groepen in Chicago, met name Louis Armstrongs Hot Five en Hot Seven, en de Red Hot Jelly Roll Morton's Peppers.
Bekend om zijn professionaliteit en virtuositeit als muzikant en zijn oprechte blues-stijl, oefende Dodds een belangrijke invloed uit op latere klarinettisten zoals Benny Goodman. Dodds had een heel gevoelvolle, bluesy stijl van spelen. Zijn toon was opvallend, met een volle, typische rietklank in het lage register en een verscheidenheid van rijke klanken in het hoge register, en werd gekenmerkt door een breed, vlak vibrato. 
Vanwege zijn slechte gezondheid maakte Dodds geen platen tijdens het grootste deel van de jaren 1930, Hij stierf aan een hartaanval in Chicago, in augustus van 1940. In 1987 werd Dodds opgenomen in de Down Beat Jazz Hall of Fame.

## Bands
Johnny Dodds trad in volgende groepen op als bandleider of sessieleider:
- Johnny Dodds Trio
- Beale Street Washboard Band
- Johnny Dodds' Black Bottom Stompers
- Johnny Dodds and his Orchestra
- Johnny Dodds Washboard Band
- Johnny Dodds Hot Six
- Dodds And Parham
- Johnny Dodds And His Chicago Boys

## Discografie
Tot zijn uitstekende opnames behoren "Perdido Street Blues" en "Too Tight Blues" met de New Orleans Wanderers, "Wolverine Blues" met het Jelly Roll Morton trio, en een serie van Victor-opnamen in 1928-1929 die hij leidde, met inbegrip van "Heah 'me Talkin'", "Too Tight' en 'My Little Isabel."
- Biblioteca Nacional de España: XX1287929
- Bibliothèque nationale de France: cb13893327d (data)
- Gemeinsame Normdatei: 134590090
- International Standard Name Identifier: 0000 0000 7357 7733
- Library of Congress Control Number: n82144273
- MusicBrainz: 66fc5e06-25be-4070-8812-aac282a347eb
- Nationale Bibliotheek van Tsjechië: ola2002159327
- Nationale Bibliotheek van Israël: 987012329640305171
- Nederlandse Thesaurus van Auteursnamen: 07354809X
- Istituto Centrale per il Catalogo Unico: UBOV526316
- LIBRIS: 275847
- SNAC: w6bp1f85
- Système universitaire de documentation: 080539378
- Trove: 1024951
- Virtual International Authority File: 51874992
- WorldCat: E39PBJdrMYdGT8YjYCgBBC7PwC